# Comtat de Marshall (Oklahoma)
El Comtat de Marshall és un comtat localitzat a l'estat estatunidenc d'Oklahoma. Segons el cens del 2000 tenia 13.184 habitants i segons el cens del 2010 tenia 15.840 habitants, el qual representa un creixement d'un 12,01%. La seva seu de comtat (capital) és Madill, que també és la seva ciutat més gran. Amb una superfície de 1.106 km² és el comtat més petit per superfície d'Oklahoma.

## Geografia
Segons l'Oficina del Cens dels Estats Units, el comtat té una àrea de 1.106 km², dels quals 961 km² són terra i 145 km² (13,08%) són aigua.

### Autovies principals
- U.S. Highway 70
- U.S. Highway 177
- U.S. Highway 377
- State Highway 32
- State Highway 99

### Parcs nacionals
- Tishomingo National Wildlife Refuge

### Comtats adjacents
|  |  |  |
|  |  |  |
|  |  |  |

## Demografia

Piràmide de població del Comtat de Marshall

Segons el cens del 2000, hi havia 13.184 persones, 5.371 llars i 3.802 famílies residint en el comtat. La densitat de població era d'unes 14 persones per quilòmetre quadrat. Hi havia 8.517 cases en una densitat d'unes 9 per quilòmetre quadrat. La composició racial era d'un 77,99% blancs, un 1,84% negres o afroamericans, un 9,10% natius americans, un 0,19% asiàtics, un 0,01% illencs pacífics, un 61,7% d'altres races, i un 4,71% de dos o més races. Un 8,60% de la població eren hispànics o llatinoamericans de qualsevol raça.
Hi havia 5.371 llars de les quals un 27,30% tenien menors d'edat vivint-hi, un 58,10% eren parelles casades vivint juntes, un 8,80% eren dones vivint soles, i un 29,20% no eren famílies. Un 26,40% de totes les llars estaven compostes únicament per individuals i un 14,50% tenien algú vivint-hi d'edat 65 o més. La mitjana de mida de llar era de 2,40 persones i la mitjana de mida de família era de 2,87 persones.
La població pel comtat estava repartida en un 23,50% menors de 18 anys, un 7,50% de 18 a 24 persones, un 24,10% de 25 a 44 anys, un 25,50% de 45 a 64 anys, i un 19,50% majors de 64 anys. L'edat mediana era de 41 anys. Per cada 100 dones hi havia 96,50 homes. Per cada 100 dones d'edat 18 o més, hi havia 93,60 homes.
L'ingrés de mediana pel comtat era de 26.437 $, i l'ingrés de mediana per una família era de 31.825 $. Els homes tenien un ingrés anual de 25.201 $ mentre que les dones en tenien de 19.932 $. La renda per capita pel comtat era de 14.982 $. Un 13,50% de les famílies i un 17,90% de la població estaven per sota del llindar de la pobresa, incloent-hi un 24,10% dels quals menors de 18 anys i un 15,30% majors de 64 anys.

## Ciutats i pobles
| - Alberta - Antioch - Aylesworth - Bumcombe - Cumberland - Enos - Fobb - Kingston - Lark - Lebanon - Linn | - Little City - Madill - McBride - McMillan - New Woodville - Oakland - Powell - Robinson Center - Shay - Tyler - Willis |